# ریکاردینیو (بازیکن فوتبال)
ریکاردینیو (فوتبالیست) (به پرتغالی: Ricardo Luis Pozzi Rodrigues) هافبک اهل برزیل است که در شهر سائوپائولو و در تاریخ ۲۳ مهٔ ۱۹۷۶ به دنیا آمده‌است.
ریکاردینیو (فوتبالیست) در تیم‌های فوتبال پارانا ،بوردو،کورینتیانس،سائوپائولو، میدلزبورو و سانتوس سابقهٔ حضور دارد. این بازیکن همچنین در سال، ۲۰۰۰ – ۲۰۰۶ ۲۳ بار برای، تیم ملی فوتبال برزیل به میدان رفته‌است و طی این مدت ۱ گل به ثمر رسانده‌است.